# I Guess I Like It Like That
»I Guess I Like It Like That« je promocijski singl, izdan leta 1991, ga je napisala avstralska pevka Kylie Minogue v sodelovanju z britanskima producentoma Mikeom Stockom in Peteom Watermanom za svoj četrti glasbeni album, Let's Get to It. Izšla je oktobra 1991 v Avstraliji kot promocijski singl z albuma.

## Ozadje
Pesem »I Guess I Like It Like That« vključuje odlomke iz svetovne uspešnice »Get Ready for This« glasbene skupine 2 Unlimited, pesmi »Keep On Pumping It Up« glasbene skupine Freestyle Orchestra in pesmi »I Like It Like That«. Kot promocijski singl z albuma Let's Get to It je oktobra 1991 v Avstraliji skupaj s pesmijo »If You Were with Me Now«. Kakorkoli že, pesem »If You Were with Me Now« je izšla tudi na CD formatu in kaseti, pesem »I Guess I Like It Like That« pa je izšla samo kot A-stran gramofonske plošče. Pesem »If You Were with Me Now« v Avstraliji ni izšla na gramofonski plošči.
Pesem »I Guess I Like It Like That« je bila vključena tudi na razširjeno različico CD-ja s singlom »If You Were with Me Now«, a ni omenjena na seznamu pesmi z albuma; pri tiskanju ovitka CD-ja so se namreč zmotili in namesto »I Guess I Like It Like That« napisali »I Guess I Like It like That - razširjena verzija«.
Kljub temu, da je pesem leta 1991 izšla kot singl, je ena izmed redkih pesmi, ki ni bila nikoli vključena na nobeno kompilacijo z največjimi uspešnicami Kylie Minogue.

## Nastopi v živo
Kylie Minogue je s pesmijo nastopila na naslednjih turnejah:
- Let's Get to It Tour
- Showgirl: The Greatest Hits Tour (razen med izvajanjem pesmi »Smiley Kylie Medley«)
- Showgirl: The Homecoming Tour (razen med izvajanjem pesmi »Everything Taboo Medley«)
- For You, For Me Tour (razen med izvajanjem pesmi »Smiley Kylie Medley«)

## Seznam verzij
Avstralski singl z gramofonsko ploščo
1. A-stran - »I Guess I Like It like That« – 6:00
2. B1-stran - »I Guess I Like It like That« (krajša različica) – 3:30
3. B2-stran - »If You Were with Me Now« – 3:10

Avstralski CD s singlom - »If You Were with Me Now"
1. »If You Were with Me Now« – 3:10
2. »I Guess I Like It like That« (krajša različica) – 3:30
3. »I Guess I Like It like That« – 6:00